# Oggiona con Santo Stefano
Oggiona con Santo Stefano (Ugiòna cun Sastéven in dialetto varesotto) è un comune italiano di 4 339 abitanti della provincia di Varese in Lombardia.

## Storia
Le prime tracce della presenza umana in Oggiona con Santo Stefano risalgono all'età del bronzo, testimoniate dalla lama di un pugnale conservato presso il museo di Gallarate. Di epoca romana e tardo-romano sono invece una moneta bronzea ed una tomba alla cappuccina, quest'ultima conservata presso il Municipio. Per Oggiona con Santo Stefano passava un percorso di crinale lungo la sponda sinistra dell'Arno. I resti di una torre alto medioevale di controllo stradale, inglobati nella struttura posteriore della chiesa di Santa Maria Annunciata al Castello, testimoniano l'importanza di Oggiona prima dell'anno Mille.

### Simboli
Lo stemma e il gonfalone sono stati concessi con decreto del presidente della Repubblica del 22 gennaio 1970.
Il gonfalone è un drappo partito di azzurro e di rosso.

## Società

### Evoluzione demografica
Abitanti censiti

## Geografia antropica

### Frazioni
Il comune è diviso tra i due centri di Oggiona e Santo Stefano Arno, ubicati rispettivamente sulla sponda destra e sinistra del torrente Riale, affluente dell'Arnetta.
La frazione di Santo Stefano è divisa in quattro rioni: Borani, Ruarit, Cantone e Bisciuina; la frazione di Oggiona è divisa in due rioni: San Vittore e Campo Grande.

#### Palio delle Contrade
In una settimana di giugno ha luogo il palio delle contrade, al quale partecipano i due rioni di Oggiona e i due rioni di Santo Stefano, così raggruppati:
- San Vittore-Castellani,
- Campo Grande-Muron,
- Borani-Ruarit,
- Cantone-Bisciuina.